# Calamotropha fuscilineatellus
Calamotropha fuscilineatellus é uma espécie de insetos lepidópteros, mais especificamente de traças, pertencente à família Crambidae.
A autoridade científica da espécie é D. Lucas, tendo sido descrita no ano de 1938.
Trata-se de uma espécie presente no território português.